# Шанер
Шанер (множина: шанери) је колоквијалан израз српског језика, који се користи у уличном жаргону за уличног препродавца шверцоване или украдене робе и ситног лопова.

## Историја
Израз се у вријеме постојања Југославије везао за препродају шверцоване робе. Шанери су седамдесетих година двадесетог вијека у Југославији стајали испред комисиона за продају робе из иностранства и продавали исту робу дупло јефтиније. У то доба је највећа потражња била за италијанским а касније и америчким фармеркама и другим одјевним предметима.